# Алдерсон (Западна Вирџинија)
Алдерсон (енгл. Alderson) град је у америчкој савезној држави Западна Вирџинија.

## Демографија
По попису из 2010. године број становника је 1.184, што је 93 (8,5%) становника више него 2000. године.
| Група             | 2000.       | 2010.         |
| Белци             | 979 (89,7%) | 1.058 (89,4%) |
| Афроамериканци    | 72 (6,6%)   | 59 (5,0%)     |
| Азијати           | 2 (0,2%)    | 3 (0,3%)      |
| Хиспаноамериканци | 12 (1,1%)   | 34 (2,9%)     |
| Укупно            | 1.091       | 1.184         |